# Al-Haffa
al-Ḥaffa (in arabo الحفة‎?) è una cittadina della Siria, posta sulle montagne che circondano Latakia. È il capoluogo del distretto omonimo.

## Luoghi di interesse
A breve distanza dalla città si trova la Cittadella del Saladino, uno dei migliori esempi di architettura crociata in Siria, tanto da essere inserito dal 2006 nella lista dei patrimoni mondiali dell'umanità.